# 300 a. C.
El año 300 a. C. fue un año del calendario romano prejuliano. En la República Romana se conocía como el Año del Consulado de Corvo y Pansa (o menos frecuentemente, año 454 Ab Urbe condita). Fue el primer año del siglo III a. C.

## Eventos
- El matemático griego Euclides escribe Elementos de geometría, un tratado sobre geometría plana, proporciones, propiedades de los números y geometría del espacio.[1]
- El médico griego Herófilo desarrolla un sistema de estudio basado en la disección, que le permitió reconocer el cerebro como centro del sistema nervioso, diferenciar los nervios motores de los sensoriales y estudiar la composición sanguínea de las arterias.[1]
- Periodo de la Cultura Malagana, pinturas rupestres en el Río Guayabero (Colombia).

## Arte y literatura
- De esta época datan las pinturas rupestres y las figuras de terracota halladas en Nok (Nigeria). Proceden de sociedades que empezaba a fundir el hierro.[1]
- El poema épico hindú Mahabharata, una de las obras maestras de la literatura universal, fue escrito alrededor de este año. Describe el conflicto entre dos familias de la India interpolando profundas lecciones de moral práctica.[1]
- Se comienza a escribir el Ramayana, poema que narra el amor y las aventuras de las divinidades hindúes Rama y Sita. Su autoría se le atribuye a Valmiki, un piadoso brahmán errante.[1]
- Templo de Isis en Filae (fecha aproximada).
- Toman su forma definitiva los Veda, textos sagrados del hinduismo. Están compuestos por Himnos védicos, que exalta la fuerza de la naturaleza; Vedanta, el sistema filosófico; Brahmana, oraciones; y cuatro colecciones de preceptos y rezos. Su composición se remonta a la llegada de los arios a la India, hacia el 1300 a. C.[1]